# World Doubles Championships 1990
Il World Doubles Championships 1990 è stato un torneo di tennis femminile che si è giocato ad Orlando negli USA dal 12 al 18 settembre su campi in sintetico indoor. È stata la 15ª edizione del torneo.

## Campionesse

### Doppio
Larisa Neiland /  Nataša Zvereva hanno battuto in finale  Manon Bollegraf /  Meredith McGrath con il punteggio di 6–4, 6–1